# 이지연 (1984년)
이지연(1984년 11월 20일 ~ )은 대한민국의 배우이자 모델이다.

## 연기 활동

### 드라마
| 연도 | 제목              | 역할      | 비고     |
| ---- | ----------------- | --------- | -------- |
| 2012 | 뱀파이어 검사 2   |           |          |
| 2015 | 신분을 숨겨라     | 김미정    |          |
| 2016 | 게임회사 여직원들 | 여기혜    | 웹드라마 |
| 2016 | 굿와이프          |           |          |
| 2016 | 낭만닥터 김사부   | 진 간호사 |          |
| 2017 | 내일부터 우리는   | 지연      | 웹드라마 |

### 영화
| 연도 | 제목                 | 역할     | 비고 |
| ---- | -------------------- | -------- | ---- |
| 2013 | 이쁜 것들이 되어라   | 진경     |      |
| 2013 | 이것이 우리의 끝이다 | 상자녀   |      |
| 2014 | 덕수리 5형제         | 홍선생   |      |
| 2015 | 마돈나               | 짤치     |      |
| 2015 | 섬. 사라진 사람들    | 뉴스기자 | 단역 |
| 2016 | 글로리데이           | 박은혜   |      |
| 2019 | 여수 밤바다          | 미희     |      |
| 2020 | 리메인               | 한수연   |      |

### 뮤직비디오
- 2009년 지드래곤 - Breath

## 연기 외 활동
- 애니콜
- 진에어
- 테이스터스 초이스
- 캐리비안 베이
- 콜드스톤
- KT SHOW
- 삼성전자 갤럭시 S
- AXA다이렉트
- 티켓몬스터
- ID껌
- 에어멜리사 - 로가디스
- LG사이킹 청소기